# Glenn Davis
Glenn Davis   (Wellsburg, 12 de setembre de 1934 - Barberton, 28 de gener de 2009) fou un atleta estatunidenc, especialista en curses de tanques.
Va participar, als 22 anys, en els Jocs Olímpics d'Estiu de 1956 realitzats a Melbourne (Austràlia), on va aconseguir guanyar la medalla d'or en la prova olímpica dels 400 metres tanques, en una final on igualà el rècrod olímpic de 50.1 segons. Anteriorment, però, havia trencat el rècord del món en les proves de qualificació nord-americanes aturant el cronòmetre amb un temps de 49.5 segons, esdevenint el primer home a baixar dels 50 segons. Aquest rècord fou vigent fins al setembre de 1962 en ser igualat per l'italià Salvatore Morale.
En els Jocs Olímpics d'Estiu de 1960 realitzats a Roma (Itàlia) aconseguí revalidar el seu títol olímpic, establint un nou rècord olímpic amb un temps de 49.3 segons. En aquests mateixos Jocs participà en els relleus 4x400 metres, on amb l'equip nord-americà aconseguí guanyar una nova medalla d'or i establir un nou rècord del món amb un temps de 3:02.2 segons.
El 27 de juny de 1960 va sortir a la portada del setmanari Sports Illustrated. Una vegada retirat de l'atletisme va jugar dues temporades, el 1960 i el 1961, amb els Detroit Lions de la NFL de futbol americà. Posteriorment, entre el 1963 i el 1967 va ser l'entrenador d'atletisme de la Universitat Cornell.
És membre del United States Olympic Hall of Fame.

## Millors marques
- 400 metres. 45.4" (1958)
- 400 metres tanques. 49.2" (1958)[3]